# Joan García del Muro

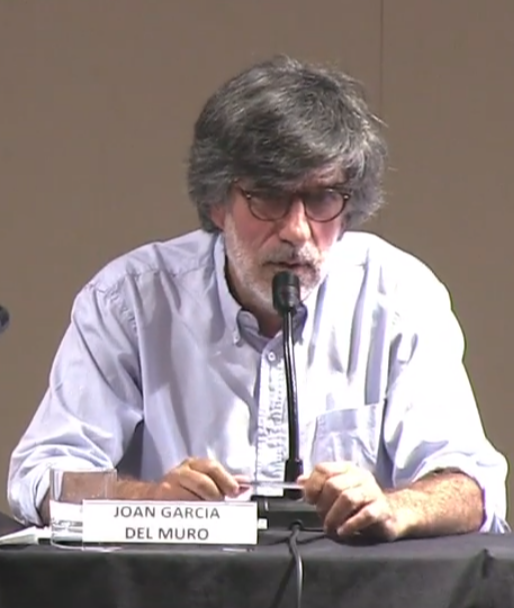
File:Juan Garcia del Muro Solans

Joan García del Muro Solans (Lérida, 1961) es un filósofo español y el ensayista más galardonado en lengua catalana. Es doctor en filosofía por la Universidad de Barcelona, profesor de la Facultad de Filosofía de la Universidad Ramon Llull, de la Universidad de Comillas y de la de Deusto y catedrático de Filosofía del Instituto Abierto de Cataluña.

## Trayectoria
Ha publicado artículos y libros que han recibido diversos premios, entre ellos el Premio Joan Fuster de Ensayo en 2003 con Ficcions còmplices, un análisis sobre los totalitarismos actuales surgidos ya no del fanatismo de los que creen demasiado sino del nihilismo de los que no creen en nada. Nuevas maneras de actuar, nominalmente democráticas pero que reproducen demasiado fielmente los viejos esquemas represivos, prestando especial atención a los nacidos después de los atentados del 11 de septiembre de 2001.
En 2016 ganó de nuevo el Premio Joan Fuster de Ensayo, uno de los Premis Octubre convocados por Edicions Tres i Quatre, con un ensayo titulado Soldats del no-res. en el que intenta aproximarse a la comprensión de los jóvenes europeos que se incorporan a las filas del Estado Islámico.
En 2017 ganó la edición 34.ª del Premi Josep Vallverdú de ensayo con la obra Good bye, veritat, en el que teoriza sobre el relativismo moral y como las emociones condicionan la capacidad de razonar y ver las contradicciones propias, a pesar de que las personas tienen cierta tendencia a obviar aquello que las pone en evidencia y buscan aquellas explicaciones, afirmaciones o informaciones que refuerzan su concepción del mundo. Este hecho tiene como resultado la desconexión de la verdad como un relato que pueda contrastarse con los hechos: la verdad se convierte en una mercancía y la gente compra solo los discursos que quiere, que le gustan, que concuerdan con sus ideas preconcebidas. Este ensayo fue editado originalmente en catalán por Pagès Editors y posteriormente traducido al español y publicado por Editorial Milenio.
En 2022 su trabajo Pensar el totalitarismo, ganó el Premio Arnau de Vilanova, convocado por el Colegio oficial de licenciados en filosofía, letras y ciencias de Cataluña. 

## Publicaciones
- Ser y conocer (1994), PPU, Barcelona, ISBN  978-8447700172
- Història de la Filosofia (1997), con Santiago Fernández Burillo, Ed. Granica, Lérida, ISBN 978-8460580959
- El pensament ferit (2000), Edicions Bromera, Alcira. Premi d'Assaig Mancomunitat de la Ribera Alta 1999,[5] ISBN 978-8476605677
- Totalitarisme postmodern (Premi Ernest Lluch a la Cultura i els Drets Humans, 2001)[17]
- Ficcions Còmplices (2004) Edicions Tres i Quatre, Valencia. (Premio Joan Fuster de Ensayo 2003),  ISBN 978-8475026893
- El pensament creacionista en les tres religions monoteistes a Conviure, Barcelona, Edicions de la Universitat Ramon Llull, 2004.
- Com ens enganyem. La ceguesa voluntària en les societats contemporànies (VIII Premi d'Assaig Mancomunitat de la Ribera Alta), Alcira: Bromera, 2007.
- Menú del dia: carn de canó - Set estudis sobre metafísica del consumisme (2010), Pàges Editors, Lérida, (Premi nacional d'Andorra d'assaig Sant Miquel d'Engolasters), ISBN 978-8497799850
- La generació easy o de l'educació en l'era del buit (Premi Joan Profitós d'assaig pedagògic 2013).[18]
- Santo Tomás de Aquino, Barcelona, RBA, 2016.
- Pensar el Totalitarisme Archivado el 9 de marzo de 2017 en Wayback Machine., MiniOps de l'Institut Obert de Catalunya, 2016 (Premio Arnau de Vilanova 2022).
- Soldats del no-res (2017), Edicions Tres i Quatre, Valencia. Premi Joan Fuster d'assaig 2016[19] ISBN 978-8416789726
- Good bye, veritat (2018) Pagès Editors, Lleida. Premi Josep Vallverdú 2017,[12][13][14] ISBN 978-8499759753
- Good bye, verdad (2019) Editorial Milenio. Premio Josep Vallverdú 2017,[15][16] ISBN: 978-8497438742
- Veritat, postveritat i "fake news" (2020) Pagès Editors, Lleida. (coescrito con Carlos Miguel Ruiz Caballero y Francesc Torralba Roselló).[20] ISBN: 978-8413032016